# Pagurus alatus
Pagurus alatus är en kräftdjursart som beskrevs av J.C. Fabricius 1775. Pagurus alatus ingår i släktet Pagurus, och familjen eremitkräftor. Arten har ej påträffats i Sverige.